# Липпрехтероде
Липпрехтероде (нем. Lipprechterode) — община в Германии, в земле Тюрингия. 
Входит в состав района Нордхаузен.  Население составляет 590 человек (на 31 декабря 2010 года). Занимает площадь 9,73 км².